# Mirande
Mirande là một xã trong vùng Occitanie, thuộc tỉnh Gers, quận Mirande, tổng Mirande. Tọa độ địa lý của xã là 43° 18' vĩ độ bắc, 00° 14' kinh độ đông. Mirande nằm trên độ cao trung bình là 170 mét trên mực nước biển, có điểm thấp nhất là 139 mét và điểm cao nhất là 268 mét. Xã có diện tích 23,42 km², dân số vào thời điểm 1999 là 3568 người; mật độ dân số là 152 người/km².

## Thông tin nhân khẩu
| 1962  | 1968  | 1975  | 1982  | 1990  | 1999  |
| ----- | ----- | ----- | ----- | ----- | ----- |
| 3.610 | 4.075 | 3.879 | 3.871 | 3.565 | 3.568 |

## Các thành phố kết nghĩa
- Korntal-Münchingen, Đức
- Tubize, Bỉ